# Colby Keller
Colby Keller (ur. 18 października 1980 w Michigan) – amerykański aktor pornograficzny i artysta wizualny, bloger, aktywista na rzecz praw LGBT, twórca projektu artystycznego Colby Does America, w ramach którego nagrywa filmy pornograficzne we wszystkich 50 stanach USA, a także w kilku prowincjach Kanady.

## Życiorys

### Wczesne lata
Urodził się w Ypsilanti w stanie Michigan w rodzinie o wartościach chrześcijańskich ewangelicznych jako najmłodszy z czworga dzieci Carol i inżyniera Richarda Johna Sawki (ur. 22 maja 1943, zm. 28 grudnia 2012), projektanta struktur parkingowych w National Planning and Allright Parking w Houston. Jego dziadkowie ze strony ojca, Mary Suszko (1917–2001) i Jacob Sawka (1914–1987), byli pochodzenia polskiego i ukraińskiego. Dorastał w Houston w Teksasie z trójką starszego rodzeństwa: dwoma braćmi – Robertem Joelem i Markiem Christianem oraz siostrą Rachael. Jego matka była surowo wychowana w wierze reformy holenderskiej i stała się chrześcijanką ewangeliczną w latach siedemdziesiątych. Jego rodzina była związana z Pierwszym Kościołem Chrześcijańskim (First Christian Church) w Huntsville w Teksasie.
Uczęszczał do szkoły artystycznej Maryland Institute College of Art na Uniwersytecie Marylandu w Baltimore, gdzie uzyskał bachelor’s degree. Ukończył studia na wydziale antropologii na Uniwersytecie w Houston.

### Kariera w branży porno
Karierę w branży pornograficznej zaczął w 2004, w wieku 25 lat w trzech filmach wytwórni SeanCody.com: Colby w scenie masturbacji, Colby and Foster jako pasyw i Colby and Marten jako aktyw w scenie zmiany pozycji. Jego nazwisko zostało zasugerowane przez reżysera gejowskiego porno, który stwierdził, że jest tak nieśmiały i cichy jak Helen Keller.
Występował potem w produkcjach Raging Stallion, Cocksure Men, Hot House Entertainment, Randy Blue, Titan Men i Falcon. Wziął też udział w realizacji Dominica Forda Power Fuck (2011) ze Spencerem Reedem i MyFriendsFeet.com Johnny Hazzard Worships Colby Keller’s Socks & Feet (2015) z Johnnym Hazzardem. W 2012 rozpoczął współpracę z Men.com, gdzie był obsadzony w parodiach porno: Gry o tron – Gay of Thrones (2014) jako Daario Naharisa, X-Men – X-Men: A Gay XXX Parody (2016) jako Wolverine, Liga Sprawiedliwości – Justice League: A Gay XXX Parody (2017) w roli Zielonej Latarni i Gwiezdne wojny – Star Wars: The Gay Force Awakens – A XXX Parody (2017) zagrał złoczyńcę kapitana Phasmę.
W 2013 zadebiutował w produkcji nowojorskiego CockyBoys A Thing of Beauty, uhonorowanej XBIZ Award jako gejowski film roku. Grał postać księcia w nocnym klubie w krótkometrażowej komedii fantasy Wesa Hurleya Zołuszka (Zolushka, 2014), queerowej wersji rosyjskiego filmu z 1947 Kopciuszek. Film ten był prezentowany podczas 10. edycji Festiwalu Filmów Porno w Berlinie 2015.
Colby Keller został wybrany przez czytelników Str8UpGayPorn jako najlepsza gejowska gwiazda porno 2014. W marcu 2015 na kampusie Uniwersytetu Kalifornijskiego w Los Angeles wspólnie z Jamesem Deenem i Tashą Reign wziął udział w dyskusji panelowej na temat branży dla dorosłych. W maju 2015 zdobył tytuł „Najgorętszej gejowskiej gwiazdy porno na Instagramie” według redakcji serwisu The Daily Dot. W dreszczowcu psychologicznym Jake’a Jacksona Najlepsza godzina (The Stillest Hour, 2016), prezentowanym na 12. Pornfilmfestival Berlin, był nowym klientem psychoterapeuty Normana (w tej roli debiutujący w filmie Will Wikle, były uczestnik reality show Big Brother).
W 2018 otrzymał XBIZ Award jako gejowski wykonawca roku. We wrześniu 2018 firma FleshJack.com przyznała mu tytuł Człowieka Miesiąca i wspólnie z Allenem Kingiem i Boomerem Banksem reklamował sprzedaż zabawek erotycznych.
W uhonorowanym XBIZ Europa Award i XBIZ Award komediodramacie porno Bruce’a LaBruce’a Flea Pit/It is Not the Pornographer That is Perverse... (2018) zagrał postać profesora samobójcy w dwóch nowelach: Diablo in Madrid z Allenem Kingiem (mały demon) i Über Menschen z Calvinem Banksem (kierowca). Film był prezentowany na Festival Internacional de Cine w Puerto Vallarta.
W 2016 zagłosował na Donalda Trumpa w wyborach prezydenckich w USA i został szybko skrytykowany przez wielu innych aktorów z branży filmów dla dorosłych, a także wielu swoich fanów. Doprowadziło to do umieszczenia Kellera na czarnej liście głównych studiów gejowskich filmów porno, z którymi współpracował. W czerwcu 2018 Keller został zmuszony do wycofania się z branży gejowskiego porno. 
W czerwcu 2020 zajął dziesiąte miejsce w rankingu 20minutos.es „Gejowska gwiazda porno” (Gay pornstar). W czerwcu i lipcu 2020, jak podaje Adult Entertainment Broadcast Network (AEBN), był najczęściej wyszukiwanym hasłem w Wielkiej Brytanii.

### Działalność poza przemysłem porno
W 2009 zaczął prowadzić internetowy blog The Big Shoe Diaries, który w 2013 został wyróżniony w konkursie firmy World of Wonder. W 2010 kanadyjski artysta komiksowy J. Bone zaprojektował papierową lalkę – podobiznę Colby’ego Kellera do wydrukowania i wycinania Penis Hugging Paper Colby. Powstały także rysunki autorstwa Sai-Hendrija i Paula Roba Wrighta. Był bohaterem 62 odcinków serii filmów Manhunt z poradami seksualnymi W łóżku z Colbym Kellerem (In Bed With Colby Keller, 2012-2014).
W 2013 współpracował z artystą Cameronem Stalheimem nad projektem Myth as Object, który zaowocował pokazem pracy magisterskiej z tytułem magistra sztuk pięknych w Maryland Institute College of Art. Ciało Kellera zostało odlane z silikonu, aby stworzyć podobną do niego misterną ponad 9-metrową rzeźbę. Był na okładkach magazynów: „Unzipped” (w grudniu 2008), „Junior” (w Brazylii w grudniu 2014), „Office”, „Loverboy” (w lutym 2016), „Assistant” (wiosna 2016), „GNI MAG” (kwiecień/maj 2016), „NeXT” (12 grudnia 2016) i „Phile” (zima 2019). 
W 2014 wziął udział w performance Keren Cytter There is No Us in Masterpiece z niemieckim aktorem Fabianem Stummem w Stedelijk Museum w Amsterdamie i wystąpił w spocie reklamowym Executive Desk Objects z garncarzem Benem Medansky w scenie nawiązującej do kultowego filmu Uwierz w ducha. 
Jako model pracował podczas kolekcji jesień / zima 2015 z nowojorskim awangardowym projektantem Bradem Callahanem, znanym jako BCALLA, artystą współpracującym z magazynem „Rolling Stone”, Lady Gagą czy Azealią Banks, a jego zdjęcia trafiły do indyjskiej edycji magazynu „Cosmopolitan”. Wziął udział w kampanii reklamowej Mirror the World, promując kolekcję ubrań Vivienne Westwood na sezon wiosna / lato 2016, a także w sesji zdjęciowej Legenda Św. Jerzego. 
W 2016 był performerem filmu Landisa Smithersa, zainspirowanym poematem Williama Shakespeare’a Siedem wieków człowieka (Seven Ages of Man) i słynną komedią szekspirowską Jak wam się podoba. 
24 czerwca 2016 w Studio des Trois Bornes w Paryżu miał miejsce wernisaż wystawy fotografii Rodin, étude de poses avec Colby Keller autorstwa Laurenta Champoussina. Punktem wyjścia projektu „Studiowanie poz” była konfrontacja znanego ciała, Colby’ego Kellera, z dziełem Rodina: Adam (1880–1881), Bourgeois de Calais, Jean d’Aire nu (1887) i Człowiek, który chodzi (1907).
W 2017 w galeria sztuki UV Estudios w Buenos Aires na wystawie El cuerpo del delito (Sidła miłości) autorstwa dwójki artystów Lolo i Lauti, której kuratorem był Mariano Lópeza Seoane, wyeksponowane zostało zdjęcie, gdzie mityczną twarz Mony Lisy zastępuje Colby Keller, nawiązując do słów Waltera Benjamina, że w nieodwzajemnionym przez aparat spojrzeniu pozującej do zdjęcia postaci drzemie tyle samo siły podtrzymującej, a nawet wywołującej aurę, co siły skazującej ją na zniknięcie. Uporczywe spojrzenie kogoś znajdującego się na zdjęciu jest bowiem spojrzeniem widmowym, domagającym się wzajemności, której nie sposób mu zaoferować.
Wystąpił gościnnie w serialach internetowych: HuffPost Capitol Hill (2014) z Guinevere Turner, HBO W potrzebie (High Maintenance, 2016) jako Sebastian, a także Netflix EastSiders (2017) jako Arlen.
Gościł na XXII Festival Mix Brasil de Cultura da Diversidade w São Paulo (2014) i XI International LGBT Film Festival w Tel Awiwie (2016), gdzie został określony jako „Najbardziej intelektualna gwiazda porno na świecie”, oraz Valencia Sex Festival (2016).
Był bohaterem filmu dokumentalnego portugalskiego reżysera Miguela Gonçalvesa Mendesa O Sentido da Vida (2019) o życiu siedmiu osób publicznych, które koncentrują się na sensie życia.

## Życie prywatne
W wieku 15 lat ujawnił się jako gej. Zamieszkał w Baltimore.
Określa siebie jako komunistę, który przypisuje swoje komunistyczne wierzenia ścisłemu chrześcijańskiemu wychowaniu ze Zborami Bożymi.
W grudniu 2015 w Topeka, w ramach swojego projektu Colby Does America, pocałował swojego przyjaciela na trawniku przed Kościołem Baptystycznym Westboro, tuż przy tablicy z wersetem biblijnym z Listu Judy 1:7: „Tak też Sodoma i Gomora i okoliczne miasta, które w podobny do nich sposób oddały się rozpuście i przeciwnemu naturze pożądaniu cudzego ciała, stanowią przykład kary ognia wiecznego za to”.
Był zwolennikiem Berniego Sandersa.
Osiedlił się w Tucson w stanie Arizona.

## Filmografia
Filmy fabularne
| Rok  | Tytuł                                                                             | Rola                 | Reżyser                 |
| ---- | --------------------------------------------------------------------------------- | -------------------- | ----------------------- |
| 2014 | Zołuszka (Zolushka, film krótkometrażowy)                                         | książę z bajki       | Wes Hurley              |
| 2016 | O Sentido da Vida (film dokumentalny)                                             | w roli samego siebie | Miguel Gonçalves Mendes |
| 2017 | Baker Daily: Trump Takedown (film krótkometrażowy)                                | Janitor              | James Kapner            |
| 2018 | It is Not the Pornographer That is Perverse... (Diablo in Madrid i Über Menschen) | profesor Mariano     | Bruce LaBruce           |
| 2018 | Cruising at Beach 19 (film krótkometrażowy)                                       | w roli samego siebie | Antonio da Silva        |
| 2018 | Cruising Poetry (film krótkometrażowy)                                            | w roli samego siebie | Antonio da Silva        |

Seriale
| Rok  | Tytuł                          | Rola             | Uwagi                                                |
| ---- | ------------------------------ | ---------------- | ---------------------------------------------------- |
| 2014 | Capitol Hill                   | skaut            | drugi sezon                                          |
| 2016 | W potrzebie (High Maintenance) | Sebastian        | odc. „Meth(od)”                                      |
| 2017 | EastSiders                     | Arlen            | odc. „Thelma and Louise”, „Goodbye to All That Shit” |
| 2019 | Popporn                        | Zielona Latarnia | odc. „Super Queeroes”                                |

### Teledyski
| Rok  | Tytuł        | Wykonawca                          | Rola                              | Reżyser       |
| ---- | ------------ | ---------------------------------- | --------------------------------- | ------------- |
| 2012 | „After Dark” | Gregory Scarnici / Joseph Thompson | partner Rikkiego Crowleya         | Greg Scarnici |
| 2013 | „Cannibal”   | Natti Vogel                        | czarownica z baśni Jaś i Małgosia | Rebecca Rojer |

## Nagrody
| Rok  | Nagroda                       | Kategoria                          | Film                                      | Inni wykonawcy                                                   |
| ---- | ----------------------------- | ---------------------------------- | ----------------------------------------- | ---------------------------------------------------------------- |
| 2013 | WOWIE Award (World of Wonder) | Najlepszy blog                     | –                                         | –                                                                |
| 2014 | Raven’s Eden Award            | Najlepsze męskie solo / praca ręką | –                                         | –                                                                |
| 2015 | Raven’s Eden Award            | Żywa legenda gejowska              | –                                         | –                                                                |
| 2015 | PinkX Gay Video Award         | Najlepszy aktyw                    | Caliente! (2014)                          | –                                                                |
| 2016 | Cybersocket Web Award         | Najlepsza osobowość                | –                                         | –                                                                |
| 2017 | PinkX Gay Video Award         | Najlepsza orgia                    | Kiss Hug Fuck Love & Other Stories (2016) | Duncan Black i Justin Matthews                                   |
| 2017 | Grabby Award                  | Najlepsza grupa                    | One Erection (2016)                       | Levi Karter, Liam Riley, Allen King, Tayte Hanson i Kody Stewart |
| 2017 | Grabby Award                  | Najgorętszy rimming                | Scared Stiff (2016)                       | Tom Faulk, Jack Hunter, Ryan Rose, Seth Santoro i Wesley Woods   |
| 2018 | XBIZ Award                    | Gejowski wykonawca roku            | –                                         | –                                                                |